# NHK陸前広田テレビ中継局
NHK陸前広田テレビ中継局（エヌエイチケイりくぜんひろたテレビちゅうけいきょく）は、岩手県陸前高田市に設置されていたNHK盛岡放送局のテレビ中継局。

## 中継局概要

### デジタルテレビ放送
| リモコン キーID | 放送局名     | チャンネル 番号 | 空中線 電力 | ERP | 放送対象地域 | 放送区域 内世帯数 |
| --------------- | ------------ | --------------- | ----------- | --- | ------------ | ----------------- |
| 1               | NHK 盛岡総合 | 60 → 50         | -           | -   | 岩手県       | -                 |
| 2               | NHK 盛岡教育 | 61 → 52         | -           | -   | 全国         | -                 |

- →の右側の数字は、リパック（2011年7月25日以降実施予定）によって新しく割り当てられる予定だったチャンネル[1]。
- チャンネルが割り当てられた[1]が、2009年9月にロードマップが変更になり、置局不要とされた[2]。

### アナログテレビ放送
| チャンネル 番号 | 放送局名     | 空中線 電力          | ERP                  | 偏波面   | 放送対象地域 | 放送区域 内世帯数 | 運用開始日     |
| --------------- | ------------ | -------------------- | -------------------- | -------- | ------------ | ----------------- | -------------- |
| 54              | NHK 盛岡教育 | 映像500mW/ 音声125mW | 映像790mW/ 音声200mW | 水平偏波 | 全国         | -                 | 1975年 3月27日 |
| 58              | NHK 盛岡総合 | 映像500mW/ 音声125mW | 映像790mW/ 音声200mW | 水平偏波 | 岩手県       | -                 | 1975年 3月27日 |

- 所在地: 陸前高田市広田町字田端（岩手県立広田水産高等学校南方高地）
- 放送エリア: 陸前高田局からの電波が届きにくい広田半島南西部をカバーしていた。
- 2011年7月24日をもって廃止される予定だったが、2011年3月11日に発生した東日本大震災の影響により、2012年3月31日に延期された。